# Chadwell Heath
Chadwell Heath est une zone anglaise située au nord-est de Londres, dans les boroughs londonien de Barking et Dagenham et de Redbridge.